# Fernelius (cràter)

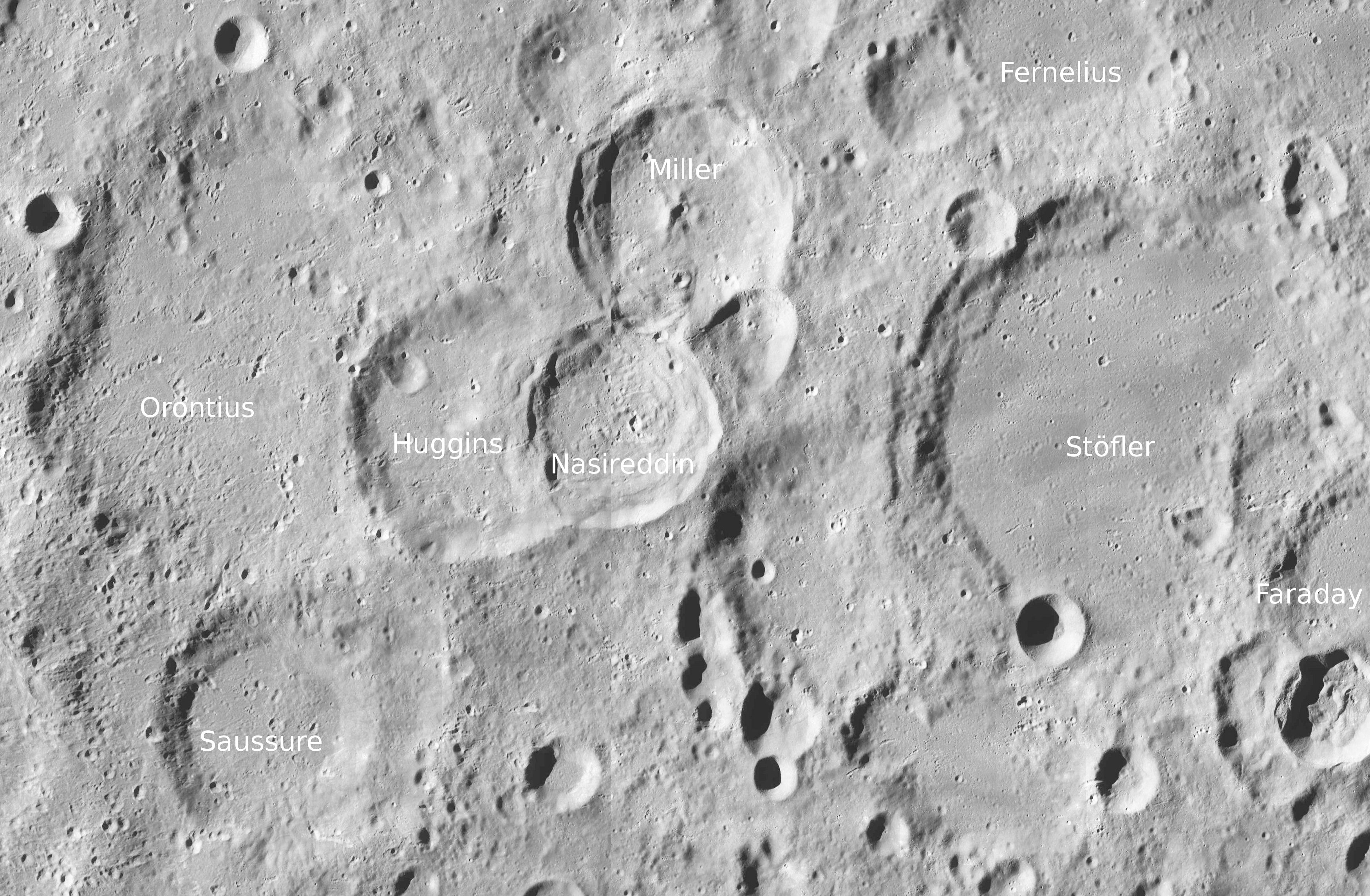
Fotografia de la missió Lunar Reconnaissance Orbiter

Fernelius és un cràter d'impacte situat a les terres altes del sud de la Lluna, al nord de la plana emmurallada del cràter Stöfler. El cràter Kaiser es troba al costat de la vora nord-oest de Fernelius. Cap al nord-nord-oest apareixen els cràters Nonius i Walther. Al sud-est de Fernelius es localitza el cúmul de cràters format per Miller, Nasireddin, Huggins, i Orontius.

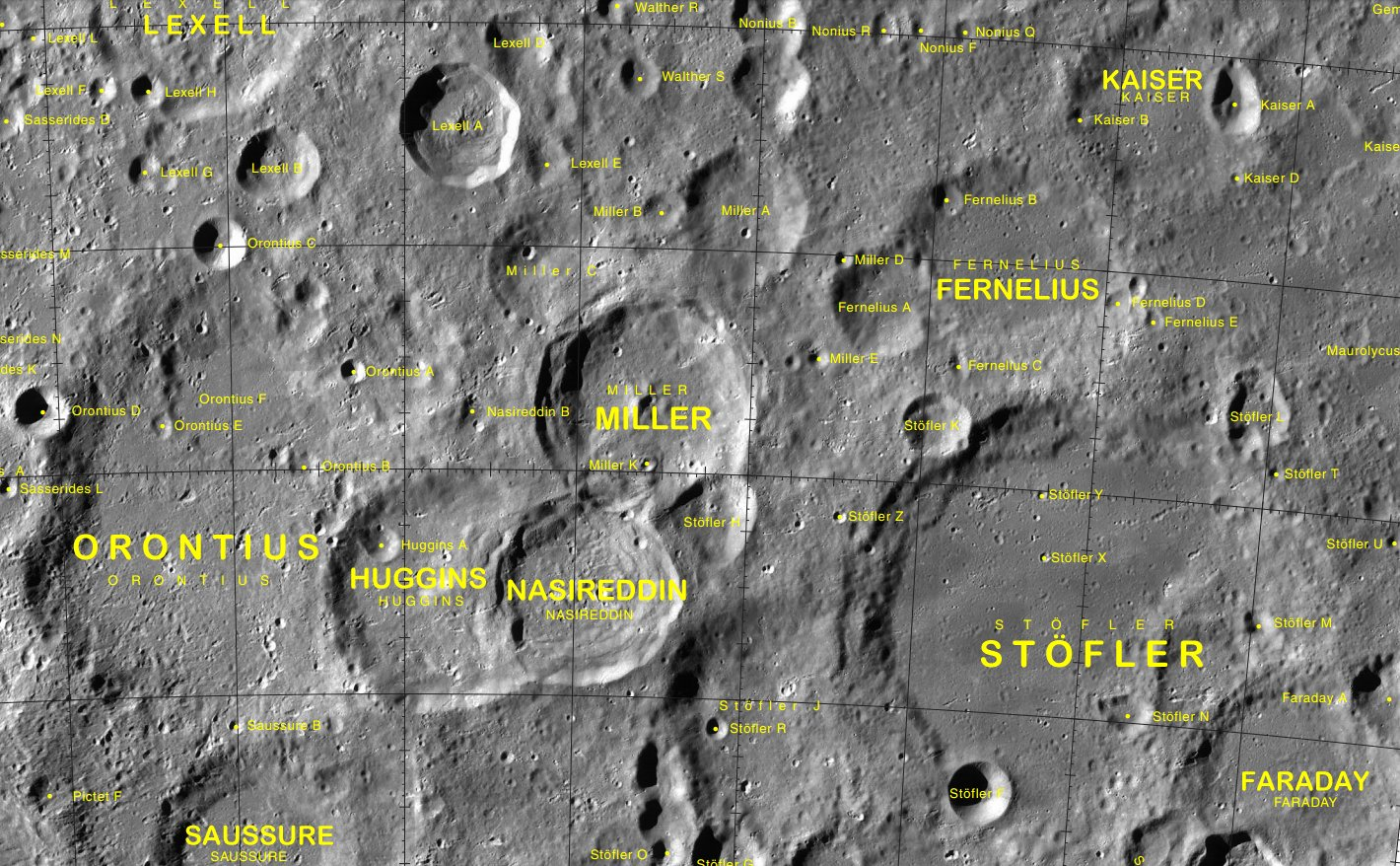
Localització de Fernelius. Fotografia de la missió Lunar Reconnaissance Orbiter.

En el passat el sòl de Fernelius s'ha reconstituït per fluxos de lava, deixant una superfície relativament plana, sense trets distintius i sense pics centrals. El brocal del cràter ha estat fortament desgastat i disgregat per impactes posteriors, sent el més prominent Fernelius A, que s'introdueix en la vora occidental.

## Cràters satèl·lit
Per convenció aquests elements són identificats en els mapes lunars posant la lletra en el costat del punt central del cràter que està més prop de Fernelius.
|           | \| Fernelius \| Coordenades \| Diàmetre \| \| --------- \| ---------------------------------- \| -------- \| \| A \| 38° 18′ S, 3° 30′ E / 38.3°S,3.5°E \| 30 km \| \| B \| 37° 24′ S, 4° 06′ E / 37.4°S,4.1°E \| 10 km \| \| C \| 38° 54′ S, 4° 24′ E / 38.9°S,4.4°E \| 7 km \| \| D \| 38° 12′ S, 6° 12′ E / 38.2°S,6.2°E \| 7 km \| \| E \| 38° 18′ S, 6° 36′ E / 38.3°S,6.6°E \| 6 km \| |          |
| Fernelius | Coordenades | Diàmetre |
| A         | 38° 18′ S, 3° 30′ E / 38.3°S,3.5°E | 30 km    |
| B         | 37° 24′ S, 4° 06′ E / 37.4°S,4.1°E | 10 km    |
| C         | 38° 54′ S, 4° 24′ E / 38.9°S,4.4°E | 7 km     |
| D         | 38° 12′ S, 6° 12′ E / 38.2°S,6.2°E | 7 km     |
| E         | 38° 18′ S, 6° 36′ E / 38.3°S,6.6°E | 6 km     |